# 제1보병사단 (미국)
제1보병사단(1st infantry Division)은 제1차 세계 대전 시기에 창설된 미국의 보병사단이다.

## 전투 서열

### 제1차 세계 대전
- 제1보병여단
  - 제16보병연대
  - 제18보병연대
- 제2보병여단
  - 제26보병연대
  - 제28보병연대
- 제1야전포병여단
  - 제5야전포병연대
  - 제6야전포병연대
  - 제7야전포병연대

### 제2차 세계 대전
- 제16보병연대
- 제18보병연대
- 제26보병연대
- 사단 포병대
  - 제5야전포병대대
  - 제7야전포병대대
  - 제32야전포병대대
  - 제33야전포병대대
- 사단 특수병력
  - 제1공병대대

### 현재
- 본부 및 본부대대
- 제1기갑여단전투단
  - 본부 및 본부중대
  - 제4기병연대 1대대
  - 제16보병연대 1대대
  - 제34기갑연대 2대대
  - 제66기갑연대 3대대
  - 제5야전포병연대 1대대
  - 제1공병대대
  - 제101여단지원대대
- 제2기갑여단전투단
  - 본부 및 본부중대
  - 제4기병연대 5대대
  - 제18보병연대 1대대
  - 제63기갑연대 1대대
  - 제70기갑연대 2대대
  - 제7야전포병연대 1대대
  - 제82여단공병대대
  - 제299여단지원대대
- 제1보병사단 포병대
  - 본부 및 본부 포대
- 제1전투항공여단(제1보병사단)
  - 본부 및 본부 중대
  - 제1항공연대 1대대
  - 제6기병연대 1대대
  - 제1항공연대 2대대
  - 제1항공연대 3대대
  - 제601항공지원대대
- 제1보병사단 지원여단
  - 본부 및 본부 중대
  - 제1특수병력대대